# Le Garçon sur la colline
Le Garçon sur la colline est un roman de Claude Brami publié le 3 septembre 1980 aux éditions Denoël et ayant reçu le prix des Libraires l'année suivante.

## Éditions
- Le Garçon sur la colline, éditions Denoël, 1980  (ISBN 2-20-722645-X).